# ボルト (単位)
ボルト（英: volt、記号：V）は、電圧・電位差・起電力の単位であり、電気を押し出す力を意味し、電位差の高低を表す。 日本の場合、家庭の電圧は通常100Vとなっている。河川で例えるならば、電気は上流と下流の差のように高低差がある（電圧が高い）ほど水の勢い（電流）が強くなる性質を持っている。
名称は、ボルタ電池を発明した物理学者アレッサンドロ・ボルタに由来する。
1ボルトは、計量法において次のように定義されている。
- 1アンペアの直流の電流が流れる導体の二点間において消費される電力が1ワットであるときのその二点間の直流の電圧又は1アンペアの交流の電流が流れる導体の二点間において消費される電力の一周期平均が1ワットであるときのその二点間の交流の電圧

以下の定義も、表現の仕方が異なるだけで同じである。
- 導体の二点間を1クーロンの電荷を運ぶのに1ジュールの仕事が必要となるときの、その2点間の電圧 (V = J/C)

国際単位系 (SI) ではSI組立単位となっており、SI基本単位で表すと V = m2·kg·s−3·A−1 となる。
1ボルトの電圧をかけたときに1アンペアの電流が流れる電気抵抗が1オーム (Ω) である。 オームはボルトとアンペアから定義される (Ω = V/A)。原音に即し、ヴォルトと表記することもある。

## 歴史
1800年、アレッサンドロ・ボルタはボルタ電池を発明した。
1874年、英国科学振興協会 (BAAS) は、ボルタにちなんだ起電力の単位ボルトを、電気抵抗の単位オームと共に定めた。1881年には国際電気会議（国際電気標準会議(IEC)の前身）により承認された。
このボルトの大きさは現在と同じだが、定義は異なる。当時の単位系の標準はCGS-emu単位系で、CGS-emuの電圧の単位（CGS-emuは3元系なので本来は単位名称を使わないが、便宜上アブボルト (abvolt) と呼ばれる）は10−8ボルトに等しい。ボルトは「CGS-emu単位の108倍」言い換えれば「108アブボルト」として定義された。この係数108は、ダニエル電池の起電力（ボルタ電池の起電力に等しい）がおよそ1 V（現代の定義では約1.1 V）となるように選ばれた。つまり当時のボルトは、現在のボルトのように基本単位から組み立てられた単位ではなく、実験室で再現可能な量を接頭語なしで表すための、倍量単位の便利な別名だった。この種の単位は実用単位 (practical unit) と呼ばれた。にもかかわらず現在、ボルトが基本単位アンペアから導出できるのは、アンペアもかつては実用単位で、恣意的に選ばれた係数を含むからである。
ボルトの現示法については、1893年、国際ボルトが「クラーク電池の起電力の1.434分の1」と定義された。この定義は1908年に破棄された。
現在のボルトの現示法はジョセフソン効果を利用したもので、1990年に採用された。ジョセフソン接合に外部から周波数 f の電波を照射しながら直流的な電流電圧特性を測定すると {\displaystyle V=nf\Phi _{0}} の定電圧ステップが観測される。ここで、整数 n はステップの次数、 Φ0 は磁束量子である。 f は原子時計から極めて精度よく校正され、 Φ0 は物理定数であるため、電流電圧特性に現れるステップは高精度の電圧目盛りと見なすことができる。ボルトの決定では、 {\displaystyle n=18} における値が用いられている。

## 倍量・分量単位
| 分量                         | 分量 | 分量           |        | 倍量 | 倍量         | 倍量 |
| 値                           | 記号 | 名称           | 値     | 記号 | 名称         |      |
| 10−1 V                       | dV   | デシボルト     | 101 V  | daV  | デカボルト   |      |
| 10−2 V                       | cV   | センチボルト   | 102 V  | hV   | ヘクトボルト |      |
| 10−3 V                       | mV   | ミリボルト     | 103 V  | kV   | キロボルト   |      |
| 10−6 V                       | µV   | マイクロボルト | 106 V  | MV   | メガボルト   |      |
| 10−9 V                       | nV   | ナノボルト     | 109 V  | GV   | ギガボルト   |      |
| 10−12 V                      | pV   | ピコボルト     | 1012 V | TV   | テラボルト   |      |
| 10−15 V                      | fV   | フェムトボルト | 1015 V | PV   | ペタボルト   |      |
| 10−18 V                      | aV   | アトボルト     | 1018 V | EV   | エクサボルト |      |
| 10−21 V                      | zV   | ゼプトボルト   | 1021 V | ZV   | ゼタボルト   |      |
| 10−24 V                      | yV   | ヨクトボルト   | 1024 V | YV   | ヨタボルト   |      |
| 10−27 V                      | rV   | ロントボルト   | 1027 V | RV   | ロナボルト   |      |
| 10−30 V                      | qV   | クエクトボルト | 1030 V | QV   | クエタボルト |      |
| よく使われる単位を太字で示す |      |                |        |      |              |      |

## 組立単位
- ボルト毎メートル - 電界の強さ（電界強度・電場強度または単に電界・電場ともいう）の単位

## 符号位置
| 記号 | Unicode | JIS X 0213 | 文字参照          | 名称           |
| ---- | ------- | ---------- | ----------------- | -------------- |
| ㌾   | U+333E  | -          | &#x333E; &#13118; | 全角ボルト     |
| ㎴   | U+33B4  | -          | &#x33B4; &#13236; | ピコボルト     |
| ㎵   | U+33B5  | -          | &#x33B5; &#13237; | ナノボルト     |
| ㎶   | U+33B6  | -          | &#x33B6; &#13238; | マイクロボルト |
| ㎷   | U+33B7  | -          | &#x33B7; &#13239; | ミリボルト     |
| ㎸   | U+33B8  | -          | &#x33B8; &#13240; | キロボルト     |
| ㎹   | U+33B9  | -          | &#x33B9; &#13241; | メガボルト     |

Unicodeには、ボルトおよびその分量・倍量単位を表す上記の文字が収録されている。これらはCJK互換用文字であり、既存の文字コードに対する後方互換性のために収録されているものであるので、使用は推奨されない。